# دوکچه
دوکچه (نام علمی: Closterium) نام یک سرده از رده یوغی‌جلبکان است.